# Channa

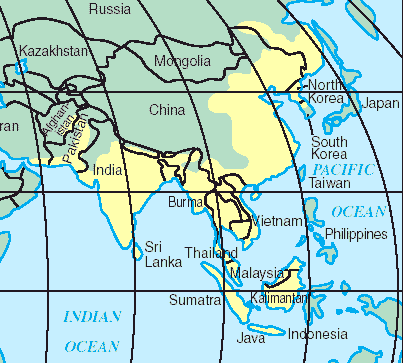
En amarillo se observa la distribución original de las especies del género Channa.

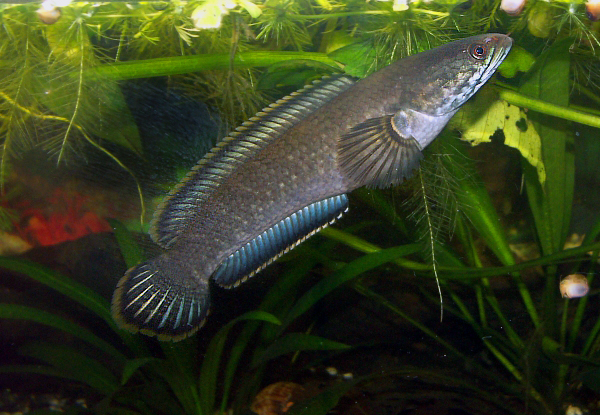
Channa gachua.

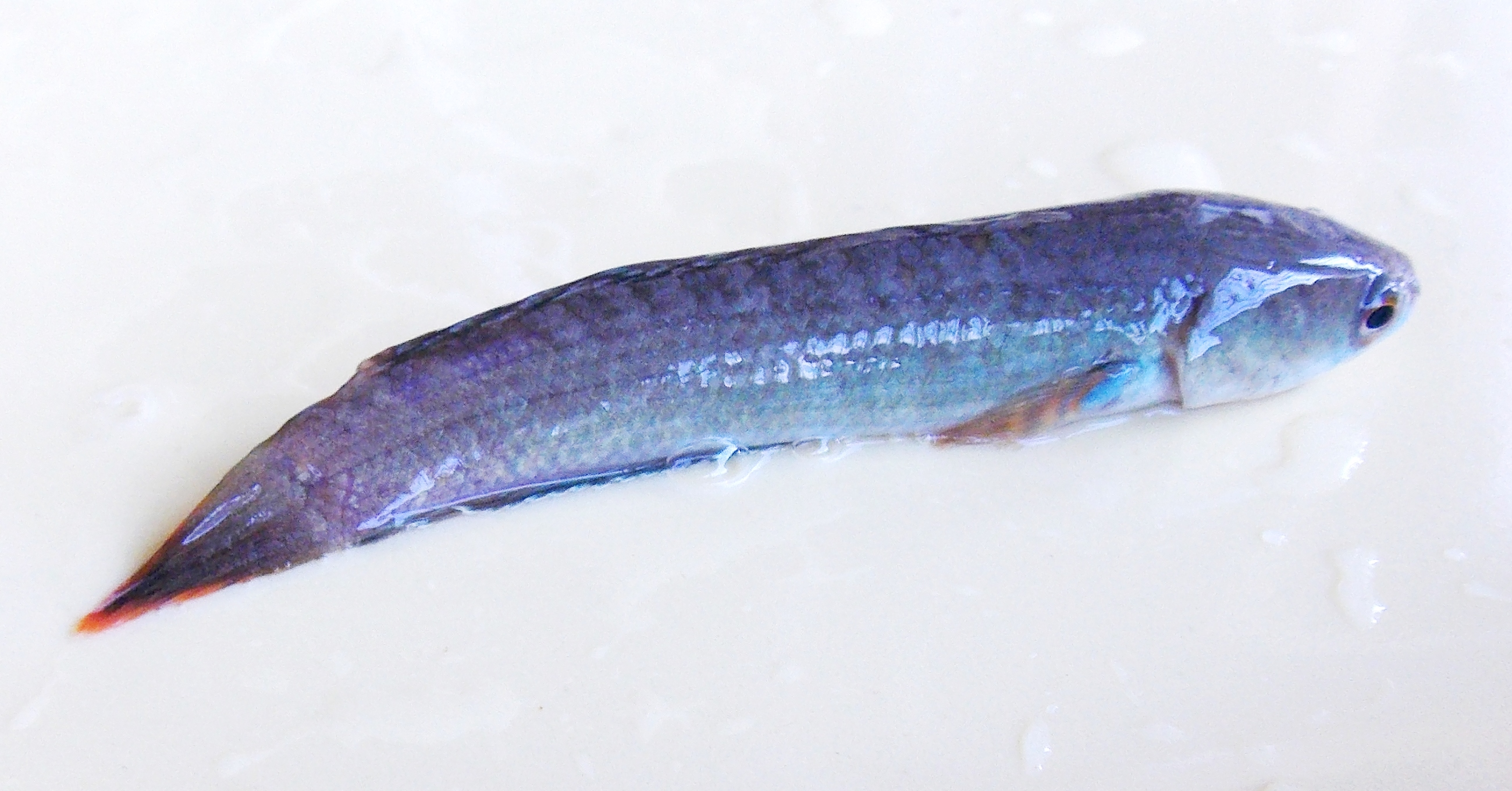
Channa orientalis.

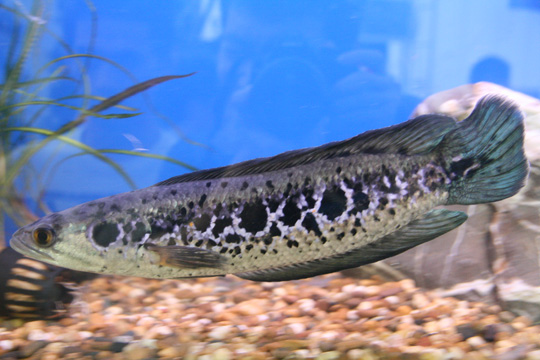
Channa pleurophthalma.

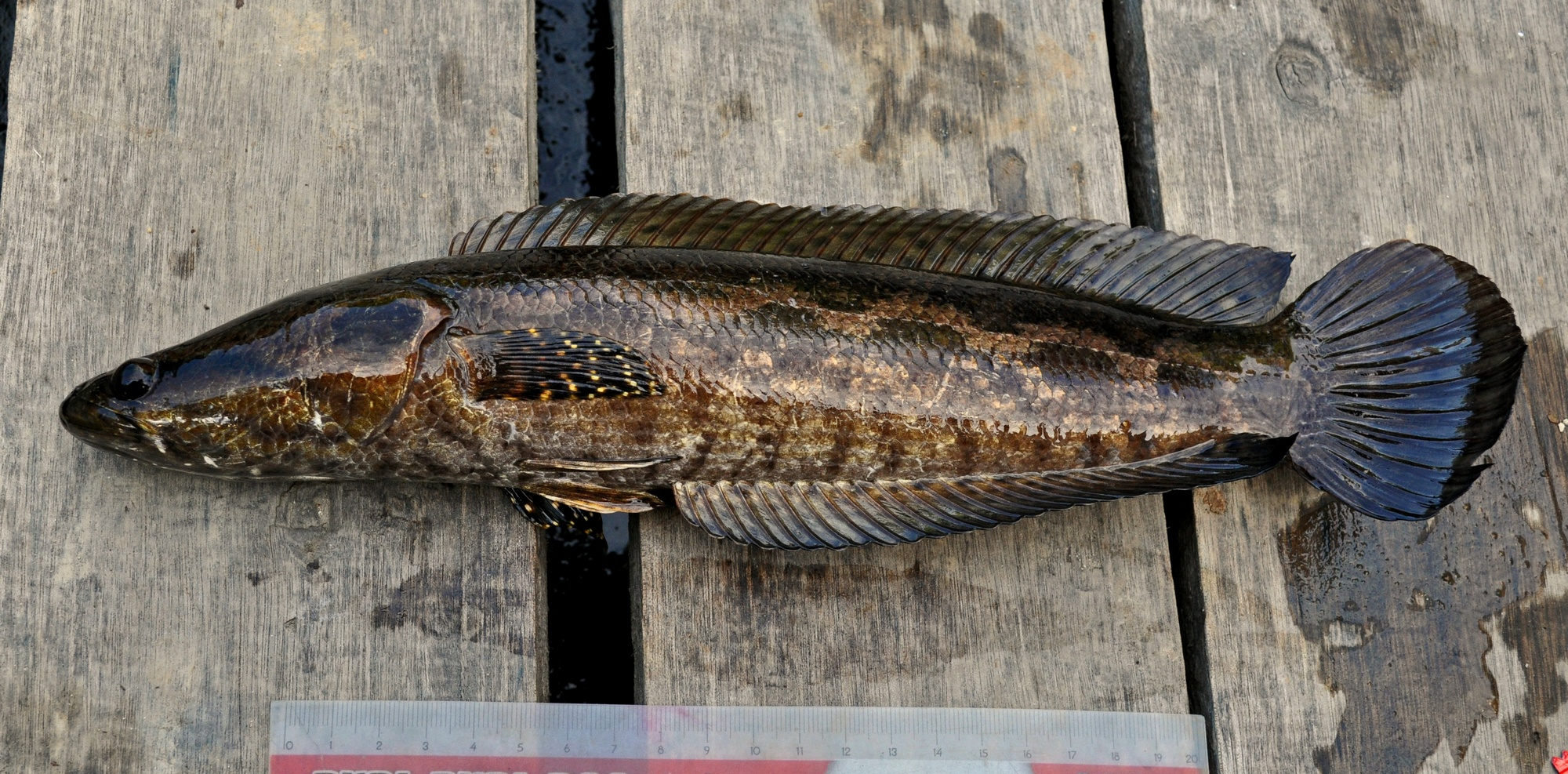
Channa lucius.

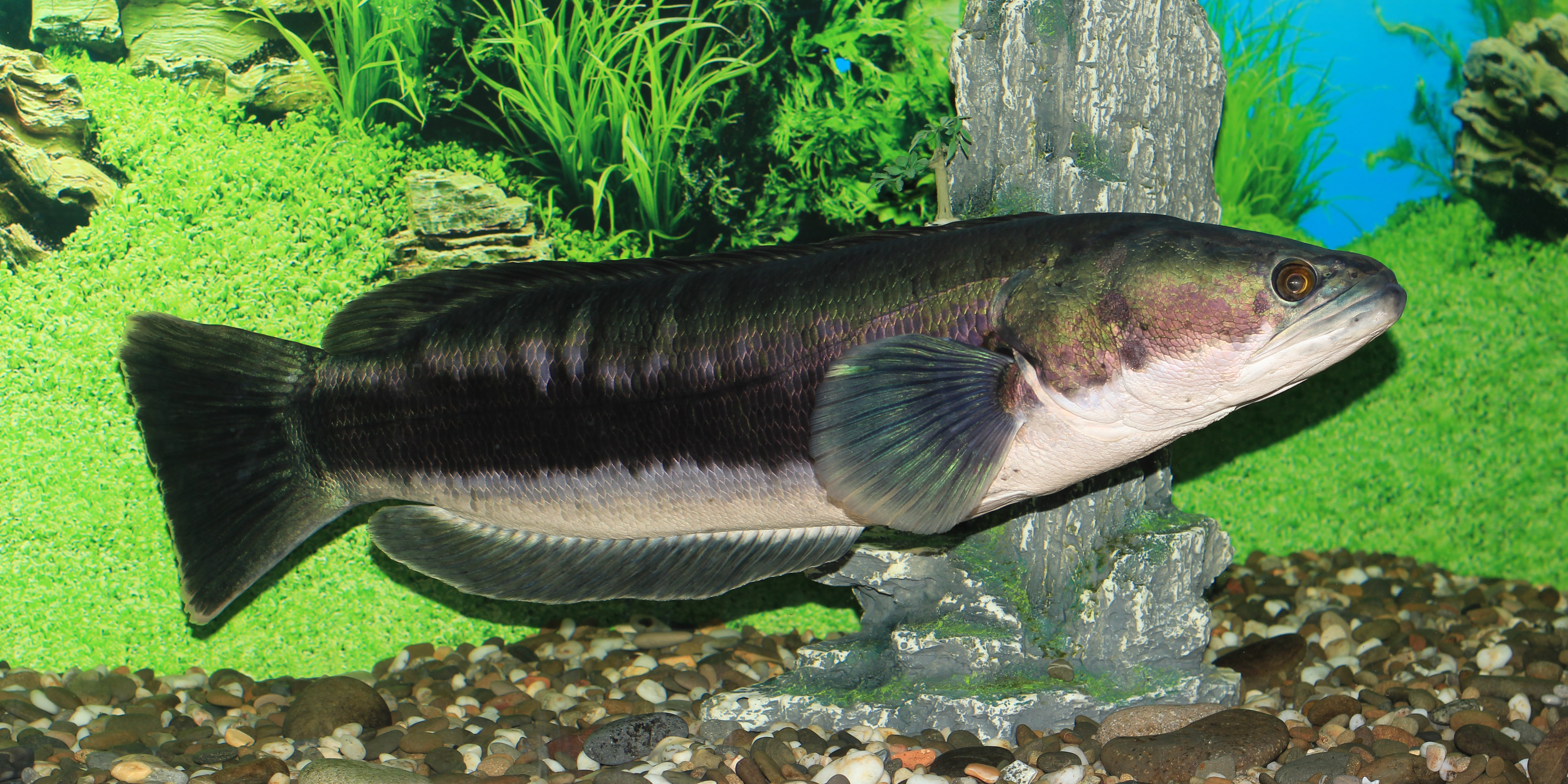
Channa micropeltes.

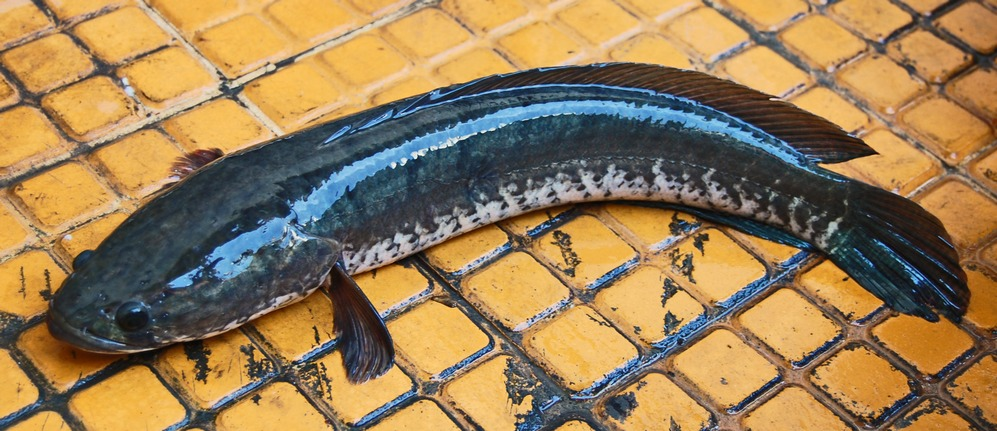
Channa striata.

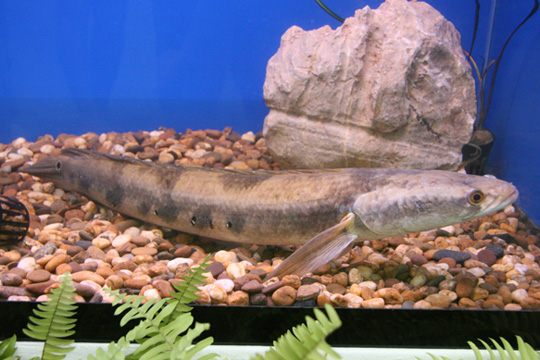
Channa marulius.

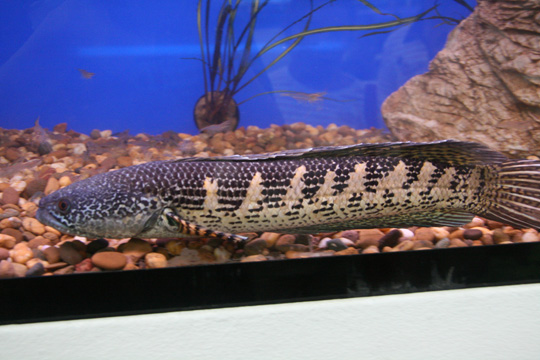
Channa aurantimaculata.

Channa es un género de peces perciformes de agua dulce de la familia Channidae. Sus 34 especies habitan en aguas templado-frías a cálidas de gran parte de Asia y son denominadas comúnmente peces cabeza de serpiente. 

## Distribución, características y costumbres
Las especies que lo integran solo se distribuyen de manera nativa en ríos de Asia austral y oriental, desde zonas templado-frías hasta ecuatoriales. Su distribución original se extendía desde Irán en el oeste hasta China por el este, y partes de Siberia oriental por el norte. 
Estos peces se caracterizan por presentar la aleta dorsal alargada, y una cabeza de tamaño pequeño, con escamas grandes en la parte superior. Su boca y dientes son proporcionalmente grandes, acordes con sus hábitos tróficos. Respiran el oxígeno directamente del aire de la atmósfera de manera obligada, gracias a un órgano suprabranquial y una aorta ventral bifurcada. Esto les permite “caminar” entre distintos cuerpos acuáticos.
Las especies que alcanzan mayor longitud son Channa micropeltes (130 cm de largo total, y pesos de 20 kg) y Channa marulius (180 cm de largo total y pesos de 30 kg).
Son peces depredadores. Si bien su dieta presenta variaciones según la especie de que se trate, generalmente suelen capturar otros peces, ranas, serpientes, roedores, aves e insectos.

## Relación con el hombre
Los peces de este género son muy consumidos en el sudeste asiático, por lo que son multiplicados en granjas de acuicultura en enormes volúmenes. La peculiaridad de que pueden vivir fuera del agua durante varios días —si se mantienen húmedos— es aprovechada para transportarlos vivos y así hacerlos llegar frescos a los mercados de consumo sin precisar de tener que erogar los costos de tener que mantener de manera artificial su carne en buen estado. También son capturadas para destinarlas al mercado internacional de peces de acuario. 
Las especies más difundidas son el pez cabeza de serpiente gigante (Channa micropeltes), el cabeza de serpiente del norte (Channa argus) y el cabeza de serpiente cobra (Channa marulius). Las tres son especies exóticas invasoras en la península ibérica y otras regiones del mundo. Al tratarse de predadores de amplio espectro, situado en la cima de la cadena trófica, pueden poner en riesgo a las poblaciones nativas de innumerables especies de vertebrados relacionados con los ambientes acuáticos de agua dulce.

## Taxonomía
Este género fue descrito originalmente en el año 1777 por el médico y naturalista ítalo-austríaco Giovanni Antonio Scopoli.
Especies
El conocimiento taxonómico del género Channa es aún incompleto. Para comienzos de 2024 este género se subdividía en 57 especies:
- Channa amari Dey et al., 2019[10]
- Channa amphibeus (McClelland, 1845)[11]
- Channa andrao Britz, 2013[12]
- Channa ara (Deraniyagala, 1945)[13]
- Channa argus (Cantor, 1842)
- Channa aristonei Praveenraj, Thackeray, Singh, Uma, Moulitharan & Mukhim, 2020[14]
- Channa asiatica (Linnaeus, 1758)
- Channa aurantimaculata Musikasinthorn, 2000
- Channa aurantipectoralis van Lalhlimpuia, Lalronunga & Lalramliana, 2016[15]
- Channa bankanensis (Bleeker, 1853)
- Channa baramensis (Steindachner, 1901)
- Channa barca (Hamilton, 1822)
- Channa bipuli Praveenraj, Uma, Moulitharan & Bleher, 2018[16]
- Channa bleheri Vierke, 1991
- Channa brahmacharyi Chakraborty, Yardi & Mukherjee, 2020[17]
- Channa brunnea Praveenraj, Uma, Moulitharan & Kannan, 2019[18]
- Channa burmanica Chaudhuri, 1919
- Channa coccinea Britz, Tan & Lukas, 2024[19]
- Channa cyanospilos (Bleeker, 1853)
- Channa diplogramma (Day, 1865)
- Channa gachua (Hamilton, 1822)
- Channa harcourtbutleri (Annandale, 1918)
- Channa hoaluensis Nguyễn, 2011
- Channa kelaartii Sudasinghe, Pethiyagoda, Meegaskumbura, Maduwage and Britz, 2020[20]
- Channa limbata (Cuvier, 1831)[21]
- Channa lipor Praveenraj, Uma, Moulitharan & Singh, 2019[22]
- Channa longistomata Nguyễn, T. Nguyen & Nguyen, 2012
- Channa lucius (G. Cuvier, 1831)
- Channa maculata (Lacépède, 1801)
- Channa marulioides (Bleeker, 1851)
- Channa marulius (Hamilton, 1822)
- Channa melanoptera (Bleeker, 1855)
- Channa melanostigma Geetakumari & Vishwanath, 2011
- Channa melasoma (Bleeker, 1851)
- Channa micropeltes (Cuvier, 1831)
- Channa nachi Praveenraj, Moulitharan, Pavan-Kumar, Naveen, Thackeray, Yumnam & Gurumayum, 2025[23]
- Channa ninhbinhensis Nguyễn, 2011
- Channa nox Zhang, Musikasinthorn & Watanabe, 2002
- Channa orientalis Bloch & Schneider, 1801
- Channa ornatipinnis Britz, 2008
- Channa panaw Musikasinthorn, 1998
- Channa pardalis Knight, 2016[24]
- Channa pleurophthalma (Bleeker, 1851)
- Channa pomanensis Gurumayum & Tamang, 2016[25]
- Channa pseudomarulius (Günther, 1861)[26]
- Channa pulchra Britz, 2007
- Channa punctata (Bloch, 1793)
- Channa pyrophthalmus Britz, Tan & Lukas, 2024[19]
- Channa quinquefasciata Praveenraj et al., 2018[27]
- Channa rakhinica Britz, Tan & Lukas, 2024[19]
- Channa rara Britz, Dahanukar, Anoop & Ali, 2019[28]
- Channa royi  Praveenraj & Knight[29]
- Channa shingon Endruweit, 2017[30]
- Channa stewartii (Playfair 1867)
- Channa stiktos Lalramliana, Knight, Lalhlimpuia & Singh, 2018[31]
- Channa striata (Bloch, 1793)
- Channa torsaensis Dey, Nur, Raychowdhury, Sarkar, Singh & Barat, 2018[32]

## Carácter invasor en España
Debido a su potencial colonizador y constituir una amenaza grave para las especies autóctonas, los hábitats o los ecosistemas, esta especie ha sido incluida en el Catálogo Español de Especies Exóticas Invasoras, regulado por el Real Decreto 630/2013, de 2 de agosto, estando prohibida en España su introducción en el medio natural, posesión, transporte, tráfico y comercio.